# Aspís (Menandro)
Aspís (Ἀσπίς) o El escudo es una comedia de Menandro que plantea un problema de herencias. Una joven heredera (epíclera) debe contraer matrimonio con su pariente más cercano a fin de asegurar que su patrimonio familiar no se atomice. El joven Cleóstrato ha marchado a la guerra a hacer fortuna y ha dejado a su hermana bajo la tutela de su tío, Queréstrato. La chica está prometida al también joven Quéreas. Y ahora surge lo imprevisto. Parece que Cleóstrato ha muerto en las campañas militares porque solo se ha encontrado en el campo de batalla el escudo que llevaba. En consecuencia su hermana pasa a ser la propietaria del rico botín que su hermano ganó en las guerras. La nueva situación provoca que el viejo Escrímines se enamore de (la fortuna de) la chica. Y lo cierto es que la ley le ampara, ya que se trata del pariente más próximo de ella. A continuación se finge la muerte de Queréstrato (que también tiene una hija joven casadera y con dote) con lo que el avaro Escrímines tendrá que elegir con cuál de sus dos ricas sobrinas casarse. Parece, dado el estado fragmentario de lo conservado, que al final el joven Quéreas consigue casarse con su antigua prometida.